# Gheorghe Rusescu
Gheorghe Rusescu (n. 9 septembrie 1867 - d.1956 ?) a fost unul dintre generalii Armatei României din Primul Război Mondial. 
A îndeplinit funcții de comandant de regiment, brigadă și divizie în campaniile anilor 1916, 1917 și 1918.

## Cariera militară
După absolvirea școlii militare de ofițeri cu gradul de sublocotenent, Gheorghe Rusescu a ocupat diferite poziții în cadrul unităților de cavalerie sau în eșaloanele superioare ale armatei, cele mai importante fiind cele de comandant al Regimentului 6 Roșiori și al Regimentului 9 Călărași.
În perioada Primului Război Mondial a îndeplinit funcțiile de comandant al Regimentului 6 Roșiori și Diviziei 1 Cavalerie în perioada 18 noiembrie/1 decembrie 1916–22 decembrie 1916/4 ianuarie 1917.
În perioada 1919-1920 a comandat Brigada 4 Roșiori în fruntea căreia a participat la operațiile militare postbelice din Transilvania (1919-1920). Brigada a fost prima unitate română care a intrat în Budapesta la 3 august 1919.:p. 138

## Decorații
- Ordinul „Ferdinand I”, în grad de comandor, cu Panglica „Virtutea Militară'' (1931)
- Ordinul „Steaua României” cu spade, în grad de comandor (1918)
- Ordinul „Steaua României”, în grad de ofițer (1913)
- Ordinul „Coroana României”, în grad de ofițer (1906)[1]:p. 586